# Entelopes griseipennis
Entelopes griseipennis là một loài bọ cánh cứng trong họ Cerambycidae.